# Danh sách di sản văn hóa Tây Ban Nha được quan tâm ở tỉnh Albacete
Sau đây là danh sách các địa danh Bien de Interés Cultural ở Albacete, Tây Ban Nha.

## Bienes que se encuentran en varios municipios
| Tên       | Dạng                         | Địa điểm           | Tọa độ                                        | Số hồ sơ tham khảo? | Ngày nhận danh hiệu? | Hình ảnh                    |
| --------- | ---------------------------- | ------------------ | --------------------------------------------- | ------------------- | -------------------- | --------------------------- |
| Castellón | Khu khảo cổ Thời đại đồ đồng | Albatana và Hellín | 38°33′39″B 1°32′18″T / 38,560935°B 1,538433°T | RI-55-0000398       | 11-05-1993           | El Castellón · Upload image |

## Di tích theo thành phố

### A

#### Alatoz
| Tên                                  | Dạng                               | Địa điểm                     | Tọa độ                                       | Số hồ sơ tham khảo?         | Ngày nhận danh hiệu? | Hình ảnh                                               |
| ------------------------------------ | ---------------------------------- | ---------------------------- | -------------------------------------------- | --------------------------- | -------------------- | ------------------------------------------------------ |
| Nhà thờ Parroquial San Juan Bautista | Di tích Kiến trúc tôn giáo Nhà thờ | Alatoz Plaza de la Vírgen, 8 | 39°05′42″B 1°21′38″T / 39,09496°B 1,360648°T | RI-51-0004983 RI-51-0007103 | 24-11-1983           | Iglesia Parroquial de San Juan Bautista · Upload image |

#### Albacete
| Tên                                 | Dạng                        | Địa điểm                                   | Tọa độ                                        | Số hồ sơ tham khảo? | Ngày nhận danh hiệu? | Hình ảnh                                                |
| ----------------------------------- | --------------------------- | ------------------------------------------ | --------------------------------------------- | ------------------- | -------------------- | ------------------------------------------------------- |
| Lưu trữ lịch sử Provincial Albacete | Lưu trữ                     | Albacete Calle Padre Romano, 2             | 38°59′46″B 1°51′25″T / 38,995974°B 1,856972°T | RI-AR-0000012       | 10-11-1997           | Archivo Histórico Provincial de Albacete · Upload image |
| Thư viện Pública Estado             | Thư viện                    | Albacete Calle de San José de Calasanz, 14 | 38°59′23″B 1°51′17″T / 38,98979°B 1,854738°T  | RI-BI-0000008       | 25-06-1985           | Biblioteca Pública del Estado · Upload image            |
| Nhà thờ San Juan Albacete           | Di tích Kiến trúc tôn giáo  | Albacete Plaza Vírgen de los Llanos, 7     | 38°59′45″B 1°51′22″T / 38,995728°B 1,856202°T | RI-51-0004621       | 26-03-1982           | Catedral de San Juan Bautista · Upload image            |
| Recinto Ferial Albacete             | Di tích Recinto ferial      | Albacete Calle de la Feria                 | 38°59′50″B 1°52′13″T / 38,997191°B 1,870404°T | RI-51-0007014       | 11-01-1991           | Edificio de la Feria · Upload image                     |
| Nhà thờ Asunción                    | Di tích Nhà thờ             | Albacete Calle de las Monjas               | 38°59′47″B 1°51′26″T / 38,996397°B 1,857301°T | RI-51-0004242       | 22-12-1982           | Iglesia de la Asunción · Upload image                   |
| Bảo tàng tỉnh Albacete              | Di tích Bảo tàng            | Albacete Parque de Abelardo Sánchez        | 38°59′11″B 1°51′21″T / 38,986442°B 1,855897°T | RI-51-0001301       | 01-03-1962           | Museo Arqueológico Provincial · Upload image            |
| Hẻm Lodares                         | Di tích Galería             | Albacete Pasaje de Lodares                 | 38°59′36″B 1°51′21″T / 38,993234°B 1,855805°T | RI-51-0005451       | 26-03-1996           | Pasaje de Lodares · Upload image                        |
| Posada Rosario                      | Di tích Posada              | Albacete Calle del Tinte, 2                | 38°59′35″B 1°51′25″T / 38,99313°B 1,857012°T  | RI-51-0004416       | 07-03-1980           | Upload image                                            |
| Khu vực Khảo cổ " Acequión"         | Khu khảo cổ Edad del Bronce | Albacete/                                  | 39°01′28″B 2°01′41″T / 39,024418°B 2,027968°T | RI-55-0000267       | 30-04-1991           | Upload image                                            |

#### Albatana
| Tên                | Dạng              | Địa điểm                  | Tọa độ                                       | Số hồ sơ tham khảo? | Ngày nhận danh hiệu? | Hình ảnh                             |
| ------------------ | ----------------- | ------------------------- | -------------------------------------------- | ------------------- | -------------------- | ------------------------------------ |
| Acueducto Albatana | Di tích Máng nước | Albatana Molino de Arriba | 38°35′01″B 1°32′46″T / 38,583562°B 1,54623°T | RI-51-0007004       | 20-12-1990           | Acueducto de Albatana · Upload image |

#### Alborea
| Tên                                        | Dạng                                                          | Địa điểm              | Tọa độ                                       | Số hồ sơ tham khảo? | Ngày nhận danh hiệu? | Hình ảnh                                          |
| ------------------------------------------ | ------------------------------------------------------------- | --------------------- | -------------------------------------------- | ------------------- | -------------------- | ------------------------------------------------- |
| Nhà thờ Nuestra Señora Natividad (Alborea) | Di tích Kiến trúc tôn giáo Thời gian: Thế kỷ 16 đến Thế kỷ 18 | Alborea Calle Iglesia | 39°16′42″B 1°23′48″T / 39,278367°B 1,39653°T | RI-51-0007115       | 08-10-1991           | Iglesia Parroquial de la Natividad · Upload image |

#### Alcalá del Júcar
| Tên                | Dạng                  | Địa điểm         | Tọa độ                                        | Số hồ sơ tham khảo? | Ngày nhận danh hiệu? | Hình ảnh                                |
| ------------------ | --------------------- | ---------------- | --------------------------------------------- | ------------------- | -------------------- | --------------------------------------- |
| Villa Alcalá Júcar | Lịch sử và nghệ thuật | Alcalá del Júcar | 39°11′36″B 1°25′47″T / 39,193424°B 1,429705°T | RI-53-0000261       | 30-07-1982           | Villa de Alcalá de Júcar · Upload image |

#### Alcaraz
| Tên                                  | Dạng                                                      | Địa điểm                     | Tọa độ                                        | Số hồ sơ tham khảo? | Ngày nhận danh hiệu? | Hình ảnh                                        |
| ------------------------------------ | --------------------------------------------------------- | ---------------------------- | --------------------------------------------- | ------------------- | -------------------- | ----------------------------------------------- |
| Lâu đài Alcaraz                      | Di tích Kiến trúc quân sự Lâu đài Tình trạng: Đang đổ nát | Alcaraz                      | 38°39′58″B 2°29′39″T / 38,666203°B 2,494177°T | RI-51-0000365       | 03-06-1931           | Castillo de Alcaraz · Upload image              |
| Nhà thờ Santísima Trinidad (Alcaraz) | Di tích Nhà thờ                                           | Alcaraz Plaza del Cementerio | 38°39′53″B 2°29′26″T / 38,664641°B 2,490427°T | RI-51-0004658       | 18-06-1982           | Iglesia de la Santísima Trinidad · Upload image |
| Quảng trường Monumental              | Di tích Cung điện                                         | Alcaraz Plaza Monumental     | 38°39′53″B 2°29′28″T / 38,664846°B 2,491103°T | RI-51-0001173       | 28-12-1945           | Plaza Monumental · Upload image                 |

#### Almansa
| Tên                                    | Dạng                       | Địa điểm                     | Tọa độ                                        | Số hồ sơ tham khảo? | Ngày nhận danh hiệu? | Hình ảnh                                         |
| -------------------------------------- | -------------------------- | ---------------------------- | --------------------------------------------- | ------------------- | -------------------- | ------------------------------------------------ |
| Barranco Cabezo Moro                   | Di tích Pinturas rupestres | Almansa                      | 38°54′28″B 1°00′20″T / 38,90786°B 1,00547°T   | RI-51-0009642       | 17-02-1997           | Upload image                                     |
| Lâu đài Almansa                        | Di tích Lâu đài            | Almansa Calle del Castillo   | 38°52′17″B 1°05′36″T / 38,871473°B 1,093356°T | RI-51-0000190       | 02-02-1921           | Castillo de Almansa · Upload image               |
| Hang Olula                             | Di tích Pinturas rupestres | Almansa                      | 38°47′26″B 1°01′33″T / 38,79056°B 1,025917°T  | RI-51-0009643       | 17-02-1997           | Upload image                                     |
| Nhà thờ Arciprestal Asunción (Almansa) | Di tích Nhà thờ            | Almansa Plaza de Santa María | 38°52′11″B 1°05′38″T / 38,869852°B 1,093968°T | RI-51-0004848       | 13-04-1983           | Iglesia Parroquial de la Asunción · Upload image |
| Cung điện Condes Cirat (Almansa)       | Di tích Cung điện          | Almansa Plaza de Santa María | 38°52′12″B 1°05′37″T / 38,870078°B 1,093532°T | RI-51-0006984       | 02-11-1990           | Palacio de los Condes de Cirat · Upload image    |
| Santuario Nuestra Señora Belén         | Di tích Nhà thờ            | Almansa                      | 38°51′28″B 1°12′22″T / 38,857831°B 1,20618°T  | RI-51-0007015       | 11-01-1991           | Upload image                                     |

#### Alpera
| Tên                                                                                             | Dạng                       | Địa điểm                   | Tọa độ                                        | Số hồ sơ tham khảo?                | Ngày nhận danh hiệu? | Hình ảnh                                            |
| ----------------------------------------------------------------------------------------------- | -------------------------- | -------------------------- | --------------------------------------------- | ---------------------------------- | -------------------- | --------------------------------------------------- |
| Nhà trú tạm I (Nhà trú tạm Fuente Arena) và Nhà trú tạm II (Nhà trú tạm Fuente Arena hay Caras) | Di tích Pinturas rupestres | Alpera                     | 39°00′47″B 1°14′32″T / 39,01314°B 1,24214°T   | RI-51-0009644 Partes 00001 y 00002 | 22-06-1985           | Upload image                                        |
| Hang Vieja (Cueva Venado)                                                                       | Di tích Nghệ thuật đá      | Alpera                     | 39°00′14″B 1°14′26″T / 39,00397°B 1,24047°T   | RI-51-0000285                      | 25-04-1924           | Cueva de la Vieja (Cueva del Venado) · Upload image |
| Hang Cruces (Grabados)                                                                          | Di tích Pinturas rupestres | Alpera                     |                                               | RI-51-0009645                      | 17-02-1997           | Upload image                                        |
| Hang Negra Bosque                                                                               | Di tích Pinturas rupestres | Alpera                     | 39°00′24″B 1°14′38″T / 39,00675°B 1,24381°T   | RI-51-0009647                      | 17-02-1997           | Upload image                                        |
| Hang Queso                                                                                      | Di tích Pinturas rupestres | Alpera                     | 39°00′15″B 1°14′35″T / 39,00425°B 1,24297°T   | RI-51-0009646                      | 17-02-1997           | Upload image                                        |
| Nhà thờ Parroquial Santa Marina                                                                 | Di tích Nhà thờ            | Alpera Plaza de la Iglesia | 38°57′36″B 1°13′52″T / 38,959863°B 1,231038°T | RI-51-0007358                      | 22-12-1992           | Upload image                                        |

#### Ayna, Albacete
| Tên                               | Dạng                       | Địa điểm         | Tọa độ                                        | Số hồ sơ tham khảo? | Ngày nhận danh hiệu? | Hình ảnh                      |
| --------------------------------- | -------------------------- | ---------------- | --------------------------------------------- | ------------------- | -------------------- | ----------------------------- |
| Hang động Niño                    | Di tích Pinturas rupestres | Aýna             | 38°32′34″B 2°09′19″T / 38,54286°B 2,15525°T   | RI-51-0009648       | 17-02-1997           | Cueva del Niño · Upload image |
| Nhà hoang Nuestra Señora Remedios | Di tích Nơi hẻo lánh       | Aýna Calle Mayor | 38°33′05″B 2°04′02″T / 38,551345°B 2,067284°T | RI-51-0007188       | 19-02-1992           | Upload image                  |

### B

#### Bienservida
| Tên                              | Dạng            | Địa điểm                       | Tọa độ                                        | Số hồ sơ tham khảo? | Ngày nhận danh hiệu? | Hình ảnh     |
| -------------------------------- | --------------- | ------------------------------ | --------------------------------------------- | ------------------- | -------------------- | ------------ |
| Nhà thờ Parroquial San Bartolomé | Di tích Nhà thờ | Bienservida Plaza Constitución | 38°30′55″B 2°36′42″T / 38,515358°B 2,611544°T | RI-51-0007025       | 01-02-1991           | Upload image |

#### Bonete (Albacete)
| Tên                        | Dạng                        | Địa điểm | Tọa độ                                        | Số hồ sơ tham khảo? | Ngày nhận danh hiệu? | Hình ảnh     |
| -------------------------- | --------------------------- | -------- | --------------------------------------------- | ------------------- | -------------------- | ------------ |
| Khu dân cư ibérico Amarejo | Khu khảo cổ Edad del Bronce | Bonete   | 38°50′53″B 1°21′21″T / 38,847964°B 1,355746°T | RI-55-0000362       | 28-04-1992           | Upload image |

### C

#### Casas de Lázaro
| Tên            | Dạng                       | Địa điểm        | Tọa độ                                      | Số hồ sơ tham khảo? | Ngày nhận danh hiệu? | Hình ảnh     |
| -------------- | -------------------------- | --------------- | ------------------------------------------- | ------------------- | -------------------- | ------------ |
| Peña Mora      | Di tích Pinturas rupestres | Casas de Lázaro | 38°42′58″B 2°10′48″T / 38,71617°B 2,17987°T | RI-51-0009649       | 17-02-1997           | Upload image |
| Peña Guisadero | Di tích Pinturas rupestres | Casas de Lázaro | 38°42′29″B 2°11′13″T / 38,70811°B 2,18686°T | RI-51-0009650       | 17-02-1997           | Upload image |

#### Casas de Ves
| Tên                                  | Dạng                                            | Địa điểm                 | Tọa độ                                        | Số hồ sơ tham khảo? | Ngày nhận danh hiệu? | Hình ảnh                                 |
| ------------------------------------ | ----------------------------------------------- | ------------------------ | --------------------------------------------- | ------------------- | -------------------- | ---------------------------------------- |
| Nhà thờ Santa Quiteria (Căn nhà Ves) | Di tích Kiến trúc tôn giáo Thời gian: Thế kỷ 16 | Casas de Ves Plaza Mayor | 39°15′33″B 1°20′04″T / 39,259122°B 1,334314°T | RI-51-0009014       | 31-07-1995           | Iglesia de Santa Quiteria · Upload image |

#### Caudete
| Tên                               | Dạng            | Địa điểm                   | Tọa độ                                        | Số hồ sơ tham khảo? | Ngày nhận danh hiệu? | Hình ảnh                                             |
| --------------------------------- | --------------- | -------------------------- | --------------------------------------------- | ------------------- | -------------------- | ---------------------------------------------------- |
| Nhà thờ Santa Catalina (Caudete)  | Di tích Nhà thờ | Caudete Calle del Castillo | 38°42′11″B 0°59′22″T / 38,703019°B 0,989479°T | RI-51-0007361       | 22-12-1992           | Iglesia Parroquial de Santa Catalina · Upload image  |
| Santuario Virgen Gracia (Caudete) | Di tích Nhà thờ | Caudete Camino de Alcoy    | 38°42′00″B 0°58′21″T / 38,700064°B 0,972539°T | RI-51-0007360       | 22-12-1992           | Santuario de Nuestra Señora de Gracia · Upload image |

#### Cenizate
| Tên                                      | Dạng                 | Địa điểm             | Tọa độ                                        | Số hồ sơ tham khảo? | Ngày nhận danh hiệu? | Hình ảnh                                                          |
| ---------------------------------------- | -------------------- | -------------------- | --------------------------------------------- | ------------------- | -------------------- | ----------------------------------------------------------------- |
| Nhà hoang và paraje Santa Ana            | Di tích Nơi hẻo lánh | Cenizate             | 39°18′00″B 1°39′49″T / 39,300096°B 1,663657°T | RI-51-0007117       | 08-10-1991           | Upload image                                                      |
| Nhà thờ Parroquial Nuestra Señora Nieves | Di tích Nhà thờ      | Cenizate Plaza Mayor | 39°18′14″B 1°39′39″T / 39,303927°B 1,660889°T | RI-51-0007074       | 30-04-1991           | Iglesia Parroquial de Nuestra Señora de las Nieves · Upload image |

#### Chinchilla de Monte-Aragón
| Tên                                                               | Dạng                  | Địa điểm                                        | Tọa độ                                        | Số hồ sơ tham khảo? | Ngày nhận danh hiệu? | Hình ảnh                                           |
| ----------------------------------------------------------------- | --------------------- | ----------------------------------------------- | --------------------------------------------- | ------------------- | -------------------- | -------------------------------------------------- |
| Antiguo Convento Santo Domingo                                    | Di tích Tu viện       | Chinchilla de Monte-Aragón Calle del Arenal     | 38°55′11″B 1°43′22″T / 38,919645°B 1,722738°T | RI-51-0004959       | 19-10-1983           | Upload image                                       |
| Baños árabes (Chinchilla Montearagón)                             | Di tích Baños árabes  | Chinchilla de Monte-Aragón Calle de la Obra Pía | 38°55′16″B 1°43′35″T / 38,921214°B 1,726407°T | RI-51-0010942       | 13-05-2003           | Upload image                                       |
| Lâu đài Chinchilla                                                | Di tích Lâu đài       | [Chinchilla de Monte-Aragón                     | 38°55′08″B 1°43′43″T / 38,918894°B 1,728525°T | RI-51-0000363       | 03-06-1931           | Castillo de Chinchilla · Upload image              |
| Nhà thờ Arciprestal Santa María Salvador (Chinchilla Montearagón) | Di tích Nhà thờ       | Chinchilla de Monte-Aragón Plaza de la Mancha   | 38°55′16″B 1°43′31″T / 38,921051°B 1,725251°T | RI-51-0000235       | 21-11-1922           | Iglesia de Santa María del Salvador · Upload image |
| Villa Chinchilla                                                  | Lịch sử và nghệ thuật | Chinchilla de Monte-Aragón                      | 38°55′12″B 1°43′35″T / 38,919954°B 1,72632°T  | RI-53-0000223       | 01-12-1978           | Villa de Chinchilla · Upload image                 |

### E

#### El Bonillo
| Tên                               | Dạng                                                                                    | Địa điểm               | Tọa độ                                        | Số hồ sơ tham khảo? | Ngày nhận danh hiệu? | Hình ảnh                                            |
| --------------------------------- | --------------------------------------------------------------------------------------- | ---------------------- | --------------------------------------------- | ------------------- | -------------------- | --------------------------------------------------- |
| Nhà thờ Parroquial Santa Catalina | Di tích Kiến trúc tôn giáo Kiểu: Kiến trúc Phục Hưng Thời gian: Thế kỷ 16 đến Thế kỷ 18 | El Bonillo Plaza Mayor | 38°57′02″B 2°32′24″T / 38,950569°B 2,539865°T | RI-51-0007359       | 22-12-1992           | Iglesia Parroquial de Santa Catalina · Upload image |
| Rollo hay picota                  | Di tích Rollo (administración) Thời gian: Thế kỷ 16                                     | El Bonillo             | 38°57′10″B 2°32′27″T / 38,952782°B 2,540877°T | n/d                 | 14-03-1963           | Rollo o picota · Upload image                       |

#### Elche de la Sierra
| Tên                               | Dạng            | Địa điểm                             | Tọa độ                                        | Số hồ sơ tham khảo? | Ngày nhận danh hiệu? | Hình ảnh                                            |
| --------------------------------- | --------------- | ------------------------------------ | --------------------------------------------- | ------------------- | -------------------- | --------------------------------------------------- |
| Nhà thờ Parroquial Santa Quiteria | Di tích Nhà thờ | Elche de la Sierra Calle de la Lonja | 38°26′52″B 2°02′51″T / 38,447833°B 2,047572°T | RI-51-0007362       | 22-12-1992           | Iglesia Parroquial de Santa Quiteria · Upload image |

### F

#### Fuensanta, Albacete
| Tên                               | Dạng            | Địa điểm  | Tọa độ                                        | Số hồ sơ tham khảo? | Ngày nhận danh hiệu? | Hình ảnh                                                   |
| --------------------------------- | --------------- | --------- | --------------------------------------------- | ------------------- | -------------------- | ---------------------------------------------------------- |
| Santuario Nuestra Señora Remedios | Di tích Tu viện | Fuensanta | 39°14′42″B 2°04′07″T / 39,244917°B 2,068639°T | RI-51-0003926       | 21-12-1973           | Santuario de Nuestra Señora de los Remedios · Upload image |

### H

#### Hellín
| Tên                                       | Dạng                       | Địa điểm                     | Tọa độ                                        | Số hồ sơ tham khảo? | Ngày nhận danh hiệu? | Hình ảnh                                         |
| ----------------------------------------- | -------------------------- | ---------------------------- | --------------------------------------------- | ------------------- | -------------------- | ------------------------------------------------ |
| Căn nhà Cortijos                          | Di tích Pinturas rupestres | Hellín                       | 38°27′54″B 1°36′51″T / 38,46508°B 1,61408°T   | RI-51-0009651       | 17-02-1997           | Upload image                                     |
| Barranco Mortaja I                        | Di tích Pinturas rupestres | Hellín                       | 38°27′59″B 1°37′05″T / 38,46647°B 1,618°T     | RI-51-0009652       | 17-02-1997           | Upload image                                     |
| Cavidad II (Rinconada Canalizo)           | Di tích Pinturas rupestres | Hellín                       | 38°28′51″B 1°37′55″T / 38,48092°B 1,63189°T   | RI-51-0009653       | 17-02-1997           | Upload image                                     |
| Hellín                                    | Lịch sử và nghệ thuật      | Hellín                       | 38°30′45″B 1°42′07″T / 38,512579°B 1,701944°T | RI-53-0000625       |                      | Ciudad de Hellín · Upload image                  |
| Hang Camareta                             | Khu khảo cổ                | Hellín Embalse de Camarillas | 38°21′44″B 1°38′20″T / 38,362118°B 1,638855°T | RI-55-0000223       | 30-03-1990           | Upload image                                     |
| Hang Minateda                             | Di tích Pinturas rupestres | Hellín                       | 38°27′57″B 1°36′57″T / 38,46592°B 1,61575°T   | RI-51-0001649       | 23-09-1965           | Upload image                                     |
| Nhà thờ Parroquial Asunción               | Di tích Nhà thờ            | Hellín Plaza de la Iglesia   | 38°30′43″B 1°42′11″T / 38,511964°B 1,703088°T | RI-51-0004538       | 13-11-1981           | Iglesia Parroquial de la Asunción · Upload image |
| Higuera (Barranco Mortaja)                | Di tích Pinturas rupestres | Hellín                       | 38°27′55″B 1°37′00″T / 38,46536°B 1,61661°T   | RI-51-0009654       | 17-02-1997           | Upload image                                     |
| Santuario Nuestra Señora Rosario (Hellín) | Di tích Nhà thờ            | Hellín                       | 38°30′43″B 1°42′15″T / 38,511824°B 1,704142°T | RI-51-0010801       | 14-10-2002           | Upload image                                     |
| Tolmo Minateda                            | Khu khảo cổ                | Hellín Minateda              | 38°28′36″B 1°36′27″T / 38,47664°B 1,60753°T   | RI-55-0000319       | 28-04-1992           | Tolmo de Minateda · Upload image                 |

#### Hoya-Gonzalo
| Tên                    | Dạng        | Địa điểm     | Tọa độ                                        | Số hồ sơ tham khảo? | Ngày nhận danh hiệu? | Hình ảnh     |
| ---------------------- | ----------- | ------------ | --------------------------------------------- | ------------------- | -------------------- | ------------ |
| Nghĩa địa Los Villares | Khu khảo cổ | Hoya-Gonzalo | 38°56′59″B 1°32′50″T / 38,949739°B 1,547123°T | RI-55-0000363       | 28-04-1992           | Upload image |

### J

#### Jorquera (Albacete)
| Tên                         | Dạng                | Địa điểm             | Tọa độ                                        | Số hồ sơ tham khảo? | Ngày nhận danh hiệu? | Hình ảnh                                         |
| --------------------------- | ------------------- | -------------------- | --------------------------------------------- | ------------------- | -------------------- | ------------------------------------------------ |
| Nhà thờ Parroquial Asunción | Di tích Nhà thờ     | Jorquera Calle Mayor | 39°10′29″B 1°31′13″T / 39,174796°B 1,520234°T | RI-51-0007363       | 22-12-1992           | Iglesia Parroquial de la Asunción · Upload image |
| Tường thành Almohades       | Di tích Tường thành | Jorquera             | 39°10′33″B 1°31′18″T / 39,175873°B 1,521693°T | RI-51-0004399       | 21-12-1979           | Murallas Almohades · Upload image                |

### L

#### La Gineta
| Tên                           | Dạng            | Địa điểm                      | Tọa độ                                        | Số hồ sơ tham khảo? | Ngày nhận danh hiệu? | Hình ảnh                                        |
| ----------------------------- | --------------- | ----------------------------- | --------------------------------------------- | ------------------- | -------------------- | ----------------------------------------------- |
| Nhà thờ Parroquial San Martín | Di tích Nhà thờ | La Gineta Calle de la Iglesia | 39°06′50″B 1°59′50″T / 39,113938°B 1,997303°T | RI-51-0007364       | 22-12-1992           | Iglesia Parroquial de San Martín · Upload image |

#### La Roda (Albacete)
| Tên                                      | Dạng                 | Địa điểm                      | Tọa độ                                        | Số hồ sơ tham khảo? | Ngày nhận danh hiệu? | Hình ảnh                                            |
| ---------------------------------------- | -------------------- | ----------------------------- | --------------------------------------------- | ------------------- | -------------------- | --------------------------------------------------- |
| Casco Antiguo Villa Roda                 | Khu phức hợp lịch sử | La Roda                       | 39°12′27″B 2°09′32″T / 39,207467°B 2,158881°T | RI-53-0000157       | 17-05-1973           | Casco Antiguo de la Villa de la Roda · Upload image |
| Nhà thờ Salvador Nhà thờ Transfiguración | Di tích Nhà thờ      | La Roda Plaza de la Iglesia   | 39°12′27″B 2°09′33″T / 39,207442°B 2,159249°T | RI-51-0004481       | 27-03-1981           | Iglesia de El Salvador · Upload image               |
| Cung điện Condesa Villaleal              | Di tích Cung điện    | La Roda Calle de los Mártires | 39°12′22″B 2°09′34″T / 39,205983°B 2,159447°T | RI-51-0006907       | 28-08-1989           | Palacio de la Condesa de Villaleal · Upload image   |

#### Letur
| Tên                         | Dạng                       | Địa điểm                         | Tọa độ                                        | Số hồ sơ tham khảo?                | Ngày nhận danh hiệu? | Hình ảnh                                         |
| --------------------------- | -------------------------- | -------------------------------- | --------------------------------------------- | ---------------------------------- | -------------------- | ------------------------------------------------ |
| Căn nhà Đồi Barbatón        | Di tích Pinturas rupestres | Letur                            | 38°15′28″B 2°07′02″T / 38,25786°B 2,11717°T   | RI-51-0009655                      | 17-02-1997           | Upload image                                     |
| Barranco Segovia            | Di tích Pinturas rupestres | Letur                            | 38°15′17″B 2°06′10″T / 38,25481°B 2,10272°T   | RI-51-0009656                      | 17-02-1997           | Upload image                                     |
| Lâu đài Letur               | Di tích Lâu đài            | Letur Plaza Mayor (desaparecido) | 38°21′59″B 2°06′04″T / 38,366274°B 2,101093°T | RI-51-0000364                      | 03-06-1931           | Upload image                                     |
| Cortijo Sorbas I và II      | Di tích                    | Letur                            | 38°15′16″B 2°06′48″T / 38,25453°B 2,11328°T   | RI-51-0009657 Partes 00001 y 00002 | 22-06-1985           | Upload image                                     |
| Hang Colorá                 | Di tích Pinturas rupestres | Letur                            | 38°15′35″B 2°06′55″T / 38,25981°B 2,11522°T   | RI-51-0009658                      | 17-02-1997           | Upload image                                     |
| Fuente Sauco                | Di tích Pinturas rupestres | Letur                            | 38°15′36″B 2°07′03″T / 38,26008°B 2,11747°T   | RI-51-0009659                      | 17-02-1997           | Upload image                                     |
| Nhà thờ Parroquial Asunción | Di tích Nhà thờ            | Letur Plaza Mayor                | 38°21′59″B 2°06′04″T / 38,366501°B 2,101012°T | RI-51-0004752                      | 15-12-1982           | Iglesia Parroquial de la Asunción · Upload image |
| Las Covachicas              | Di tích Pinturas rupestres | Letur                            | 38°14′53″B 2°06′53″T / 38,24808°B 2,11467°T   | RI-51-0009660                      | 17-02-1997           | Upload image                                     |
| Tenada Cueva Moreno         | Di tích Pinturas rupestres | Letur                            | 38°15′22″B 2°07′08″T / 38,25619°B 2,11878°T   | RI-51-0009661                      | 17-02-1997           | Upload image                                     |
| Letur                       | Lịch sử và nghệ thuật      | Letur                            | 38°22′00″B 2°06′03″T / 38,366711°B 2,100838°T | RI-53-0000287                      | 09-03-1983           | Villa de Letur · Upload image                    |

#### Lezuza
| Tên                         | Dạng                            | Địa điểm                  | Tọa độ                                        | Số hồ sơ tham khảo? | Ngày nhận danh hiệu? | Hình ảnh                                                    |
| --------------------------- | ------------------------------- | ------------------------- | --------------------------------------------- | ------------------- | -------------------- | ----------------------------------------------------------- |
| Nhà thờ Parroquial Asunción | Di tích Nhà thờ                 | ezuza Calle de la Iglesia | 38°56′56″B 2°21′13″T / 38,948946°B 2,353522°T | RI-51-0004604       | 26-02-1982           | Upload image                                                |
| Libisosa                    | Khu khảo cổ Ciudad ibero-romana | Lezuza                    | 38°56′30″B 2°21′16″T / 38,94172°B 2,354532°T  | RI-55-0000551       | 17-03-1998           | Yacimiento Arqueológico "Castillo de Lezuza" · Upload image |

#### Liétor
| Tên                            | Dạng                                                          | Địa điểm                          | Tọa độ                                        | Số hồ sơ tham khảo? | Ngày nhận danh hiệu? | Hình ảnh                                           |
| ------------------------------ | ------------------------------------------------------------- | --------------------------------- | --------------------------------------------- | ------------------- | -------------------- | -------------------------------------------------- |
| Tu viện Carmelitas và Iglesia  | Di tích Kiến trúc tôn giáo Thời gian: Thế kỷ 17               | Liétor Calle del Convento         | 38°32′26″B 1°57′09″T / 38,54043°B 1,952579°T  | RI-51-0004517       | 18-09-1981           | Convento de Carmelitas y la Iglesia · Upload image |
| Nhà hoang Nuestra Señora Belén | Di tích Kiến trúc tôn giáo                                    | Liétor Calle del Apóstol Santiago | 38°32′31″B 1°57′16″T / 38,541888°B 1,954474°T | RI-51-0004219       | 05-03-1976           | Ermita de Nuestra Señora de Belén · Upload image   |
| Nhà thờ Parroquial Santiago    | Di tích Kiến trúc tôn giáo Thời gian: Thế kỷ 15 đến Thế kỷ 18 | Liétor Plaza Mayor                | 38°32′27″B 1°57′18″T / 38,5407°B 1,954935°T   | RI-51-0007365       | 22-12-1992           | Iglesia Parroquial de Santiago · Upload image      |

### M

#### Mahora, Tây Ban Nha
| Tên                                        | Dạng                       | Địa điểm                   | Tọa độ                                       | Số hồ sơ tham khảo? | Ngày nhận danh hiệu? | Hình ảnh                                                           |
| ------------------------------------------ | -------------------------- | -------------------------- | -------------------------------------------- | ------------------- | -------------------- | ------------------------------------------------------------------ |
| Nhà thờ Parroquial Asunción Nuestra Señora | Di tích Kiến trúc tôn giáo | Mahora Calle de la Iglesia | 39°12′47″B 1°43′29″T / 39,21306°B 1,724767°T | RI-51-0007366       | 22-12-1992           | Iglesia Parroquial de la Asunción de Nuestra Señora · Upload image |

#### Munera
| Tên                               | Dạng                        | Địa điểm                        | Tọa độ                                        | Số hồ sơ tham khảo? | Ngày nhận danh hiệu? | Hình ảnh     |
| --------------------------------- | --------------------------- | ------------------------------- | --------------------------------------------- | ------------------- | -------------------- | ------------ |
| Nhà hoang Nuestra Señora Fuente   | Di tích Nơi hẻo lánh        | Munera                          | 39°02′20″B 2°29′37″T / 39,038936°B 2,493566°T | RI-51-0007368       | 22-12-1992           | Upload image |
| Nhà thờ Parroquial San Sebastián  | Di tích Nhà thờ             | Munera Plaza de la Constitución | 39°02′22″B 2°28′58″T / 39,039478°B 2,482809°T | RI-51-0007367       | 22-12-1992           | Upload image |
| Khu vực Khảo cổ "Morra Quintanar" | Khu khảo cổ Edad del Bronce | Munera                          | 39°01′11″B 2°26′59″T / 39,01965°B 2,44983°T   | RI-55-0000364       | 28-04-1992           | Upload image |

### N

#### Nerpio
| Tên                                                    | Dạng                    | Địa điểm                        | Tọa độ                                      | Số hồ sơ tham khảo?                | Ngày nhận danh hiệu? | Hình ảnh     |
| ------------------------------------------------------ | ----------------------- | ------------------------------- | ------------------------------------------- | ---------------------------------- | -------------------- | ------------ |
| Căn nhà Jutia I                                        | Di tích Tranh hang động | Nerpio                          | 38°10′27″B 2°24′31″T / 38,17411°B 2,40861°T | RI-51-0009662                      | 17-02-1997           | Upload image |
| Căn nhà Cornisa                                        | Di tích Tranh hang động | Nerpio                          | 38°08′55″B 2°18′20″T / 38,14869°B 2,30553°T | RI-51-0009663                      | 17-02-1997           | Upload image |
| Căn nhà Fuente Zorras                                  | Di tích Tranh hang động | Nerpio                          | 38°07′16″B 2°25′01″T / 38,121°B 2,41703°T   | RI-51-0009679                      | 17-02-1997           | Upload image |
| Căn nhà Fuente Montañoz, I và II                       | Di tích Tranh hang động | Nerpio                          | 38°06′59″B 2°24′34″T / 38,11644°B 2,40942°T | RI-51-0009664                      | 22-06-1985           | Upload image |
| Căn nhà Fuente Sapo                                    | Di tích Tranh hang động | Nerpio                          | 38°11′25″B 2°21′18″T / 38,19036°B 2,35497°T | RI-51-0009665                      | 17-02-1997           | Upload image |
| Căn nhà Hoz                                            | Di tích Tranh hang động | Nerpio                          | 38°09′12″B 2°20′30″T / 38,15342°B 2,34164°T | RI-51-0009666                      | 17-02-1997           | Upload image |
| Căn nhà Llagosa                                        | Di tích Tranh hang động | Nerpio                          | 38°08′06″B 2°19′33″T / 38,13506°B 2,32581°T | RI-51-0009667                      | 17-02-1997           | Upload image |
| Căn nhà Rambla Pedro Izquierdo                         | Di tích Tranh hang động | Nerpio                          | 38°11′26″B 2°18′26″T / 38,19064°B 2,30719°T | RI-51-0009668                      | 17-02-1997           | Upload image |
| Căn nhà Viñuela                                        | Di tích Tranh hang động | Nerpio                          | 38°08′17″B 2°23′38″T / 38,13814°B 2,39386°T | RI-51-0009669                      | 17-02-1997           | Upload image |
| Căn nhà Cañadas I và II                                | Di tích Tranh hang động | Nerpio                          | 38°05′30″B 2°25′06″T / 38,09172°B 2,41831°T | RI-51-0009670 Partes 00001 y 00002 | 17-02-1997           | Upload image |
| Căn nhà Cerricos                                       | Di tích Tranh hang động | Nerpio                          | 38°08′44″B 2°19′13″T / 38,14564°B 2,32031°T | RI-51-0009671                      | 17-02-1997           | Upload image |
| Căn nhà Covachos                                       | Di tích Tranh hang động | Nerpio                          | 38°08′35″B 2°19′50″T / 38,14314°B 2,33053°T | RI-51-0009672                      | 17-02-1997           | Upload image |
| Căn nhà Ídolos                                         | Di tích Tranh hang động | Nerpio                          | 38°08′52″B 2°19′06″T / 38,14786°B 2,31831°T | RI-51-0009673                      | 17-02-1997           | Upload image |
| Căn nhà Sabinares                                      | Di tích Tranh hang động | Nerpio                          | 38°08′07″B 2°23′42″T / 38,13533°B 2,39497°T | RI-51-0009674                      | 17-02-1997           | Upload image |
| Căn nhà Lâu đài Taibona                                | Di tích Tranh hang động | Nerpio                          | 38°08′24″B 2°22′25″T / 38,14008°B 2,37358°T | RI-51-0009675                      | 17-02-1997           | Upload image |
| Căn nhà Collado Cruz                                   | Di tích Tranh hang động | Nerpio                          | 38°09′45″B 2°15′57″T / 38,1625°B 2,26597°T  | RI-51-0009676                      | 17-02-1997           | Upload image |
| Căn nhà Ídolo                                          | Di tích Tranh hang động | Nerpio                          | 38°08′52″B 2°19′07″T / 38,14786°B 2,31858°T | RI-51-0009677                      | 17-02-1997           | Upload image |
| Căn nhà Molino Juan Basura hay Molino Cipriano         | Di tích Tranh hang động | Nerpio                          | 38°08′47″B 2°19′17″T / 38,14647°B 2,32136°T | RI-51-0009678                      | 17-02-1997           | Upload image |
| Canalejas Abajo                                        | Di tích Tranh hang động | Nerpio                          | 38°09′21″B 2°22′45″T / 38,15594°B 2,37908°T | RI-51-0009680                      | 17-02-1997           | Upload image |
| Concejal I, II và III                                  | Di tích Tranh hang động | Nerpio                          | 38°08′33″B 2°23′06″T / 38,14247°B 2,38489°T | RI-51-0009682                      | 22-06-1985           | Upload image |
| Cortijo Rosa                                           | Di tích Tranh hang động | Nerpio                          | 38°06′37″B 2°25′45″T / 38,11025°B 2,42908°T | RI-51-0009683                      | 17-02-1997           | Upload image |
| Friso Gitanos                                          | Di tích Tranh hang động | Nerpio                          | 38°10′27″B 2°15′40″T / 38,17428°B 2,26108°T | RI-51-0009684                      | 17-02-1997           | Upload image |
| Hornacina Pareja                                       | Di tích Tranh hang động | Nerpio                          | 38°08′56″B 2°19′07″T / 38,14897°B 2,31858°T | RI-51-0009685                      | 17-02-1997           | Upload image |
| Jutia II                                               | Di tích Tranh hang động | Nerpio                          | 38°07′45″B 2°24′32″T / 38,12906°B 2,40897°T | RI-51-0009686                      | 17-02-1997           | Upload image |
| Las Cabritas                                           | Di tích Tranh hang động | Nerpio                          | 38°08′52″B 2°19′04″T / 38,14783°B 2,31775°T | RI-51-0009687                      | 17-02-1997           | Upload image |
| Las Căn nhà Ingenieros I và II                         | Di tích Tranh hang động | Nerpio                          | 38°11′59″B 2°15′58″T / 38,19981°B 2,26608°T | RI-51-0009688 Partes 00001 y 00002 | 17-02-1997           | Upload image |
| Los Sacristanes                                        | Di tích Tranh hang động | Nerpio                          | 38°09′05″B 2°22′04″T / 38,15139°B 2,36769°T | RI-51-0009689                      | 17-02-1997           | Upload image |
| Mingarnao I và II                                      | Di tích Tranh hang động | Nerpio                          | 38°10′12″B 2°19′31″T / 38,17008°B 2,32531°T | RI-51-0009690                      | 22-06-1985           | Upload image |
| Molino Fuentes I và II                                 | Di tích Tranh hang động | Nerpio                          | 38°08′00″B 2°17′23″T / 38,13342°B 2,28969°T | RI-51-0009691                      | 22-06-1985           | Upload image |
| Prado Tornero I, II và III                             | Di tích Tranh hang động | Nerpio                          | 38°08′57″B 2°18′30″T / 38,14925°B 2,30831°T | RI-51-0009692                      | 22-06-1985           | Upload image |
| Senda Cabra                                            | Di tích Tranh hang động | Nerpio                          | 38°06′37″B 2°25′43″T / 38,11022°B 2,4285°T  | RI-51-0009693                      | 17-02-1997           | Upload image |
| Solana Covachas I, II, III, IV, V, VI, VII, VIII và IX | Di tích Tranh hang động | Nerpio                          | 38°07′32″B 2°22′35″T / 38,12561°B 2,37636°T | RI-51-0009694                      | 22-06-1985           | Upload image |
| Torcal Bojadillas, cavidades I a VII                   | Di tích Tranh hang động | Nerpio Torcal de las Bojadillas | 38°10′42″B 2°13′20″T / 38,17842°B 2,22219°T | RI-51-0009681                      | 22-06-1985           | Upload image |

### O

#### Ossa de Montiel
| Tên                                      | Dạng                    | Địa điểm                                                 | Tọa độ                                        | Số hồ sơ tham khảo? | Ngày nhận danh hiệu? | Hình ảnh     |
| ---------------------------------------- | ----------------------- | -------------------------------------------------------- | --------------------------------------------- | ------------------- | -------------------- | ------------ |
| Nhà thờ Parroquial Santa María Magdalena | Di tích Nhà thờ         | Ossa de Montiel Calle Iglesia                            | 38°57′45″B 2°44′36″T / 38,962387°B 2,743236°T | RI-51-0007369       | 22-12-1992           | Upload image |
| Laguna Tinajas (Grabados)                | Di tích Tranh hang động | Ossa de Montiel Parque Natural de las Lagunas de Ruidera | 38°55′43″B 2°50′18″T / 38,928534°B 2,838385°T | RI-51-0009695       | 17-02-1997           | Upload image |

### P

#### Peñas de San Pedro
| Tên                                                | Dạng                                                                    | Địa điểm                       | Tọa độ                                        | Số hồ sơ tham khảo? | Ngày nhận danh hiệu? | Hình ảnh                                                            |
| -------------------------------------------------- | ----------------------------------------------------------------------- | ------------------------------ | --------------------------------------------- | ------------------- | -------------------- | ------------------------------------------------------------------- |
| Tòa nhà Ayuntamiento                               | Di tích Kiến trúc dân sự                                                | Peñas de San Pedro Plaza Mayor | 38°43′35″B 2°00′09″T / 38,726514°B 2,002474°T | RI-51-0004712       | 07-10-1982           | Edificio del Ayuntamiento · Upload image                            |
| Nhà thờ Nuestra Señora Esperanza (Peñas San Pedro) | Di tích Kiến trúc tôn giáo Kiểu: Kiến trúc Baroque Thời gian: Thế kỷ 18 | Peñas de San Pedro Calle Mayor | 38°43′39″B 2°00′15″T / 38,727505°B 2,004115°T | RI-51-0004305       | 01-12-1978           | Iglesia Parroquial de Nuestra Señora de la Esperanza · Upload image |

### R

#### Riópar
| Tên                    | Dạng            | Địa điểm            | Tọa độ                                        | Số hồ sơ tham khảo? | Ngày nhận danh hiệu? | Hình ảnh                                             |
| ---------------------- | --------------- | ------------------- | --------------------------------------------- | ------------------- | -------------------- | ---------------------------------------------------- |
| Nhà thờ Espíritu Santo | Di tích Nhà thờ | Riópar Riópar Viejo | 38°30′14″B 2°26′51″T / 38,503957°B 2,447518°T | RI-51-0004544       | 18-12-1981           | Iglesia Parroquial del Espíritu Santo · Upload image |

#### Robledo, Tây Ban Nha
| Tên                                       | Dạng                 | Địa điểm           | Tọa độ                                        | Số hồ sơ tham khảo? | Ngày nhận danh hiệu? | Hình ảnh     |
| ----------------------------------------- | -------------------- | ------------------ | --------------------------------------------- | ------------------- | -------------------- | ------------ |
| Nhà hoang Virgen Encarnación ở Villagordo | Di tích Nơi hẻo lánh | Robledo Villagordo | 38°47′14″B 2°21′02″T / 38,787292°B 2,350529°T | RI-51-0004378       | 03-10-1979           | Upload image |

### S

#### Socovos
| Tên             | Dạng                     | Địa điểm | Tọa độ                                      | Số hồ sơ tham khảo? | Ngày nhận danh hiệu? | Hình ảnh     |
| --------------- | ------------------------ | -------- | ------------------------------------------- | ------------------- | -------------------- | ------------ |
| Solana Molinico | Di tích Pintura rupestre | Socovos  | 38°20′02″B 1°58′00″T / 38,33397°B 1,96661°T | RI-51-0009696       | 17-02-1997           | Upload image |

### T

#### Tarazona de la Mancha
| Tên                              | Dạng                                      | Địa điểm                                  | Tọa độ                                        | Số hồ sơ tham khảo? | Ngày nhận danh hiệu? | Hình ảnh                                           |
| -------------------------------- | ----------------------------------------- | ----------------------------------------- | --------------------------------------------- | ------------------- | -------------------- | -------------------------------------------------- |
| Nhà thờ Parroquial San Bartolomé | Di tích Arquitectura relegiosa            | Tarazona de la Mancha Calle de Villanueva | 39°15′55″B 1°54′45″T / 39,265329°B 1,912464°T | RI-51-0007370       | 22-12-1992           | Iglesia Parroquial de San Bartolomé · Upload image |
| Tòa thị chính                    | Khu phức hợp lịch sử Thời gian: Thế kỷ 17 | Tarazona de la Mancha                     | 39°15′54″B 1°54′47″T / 39,26508°B 1,912947°T  | RI-53-0000221       | 27-10-1978           | Plaza Mayor · Upload image                         |

#### Tobarra
| Tên                                               | Dạng            | Địa điểm                | Tọa độ                                       | Số hồ sơ tham khảo? | Ngày nhận danh hiệu? | Hình ảnh                                                                               |
| ------------------------------------------------- | --------------- | ----------------------- | -------------------------------------------- | ------------------- | -------------------- | -------------------------------------------------------------------------------------- |
| Nhà thờ Nuestra Señora Asunción (Tobarra)         | Di tích Nhà thờ | Tobarra Plaza de España | 38°35′19″B 1°41′36″T / 38,588665°B 1,69342°T | RI-51-0010503       | 07-11-2000           | iglesia Parroquial de La Asunción · Upload image                                       |
| Mộ Santísimo Cristo Antigua và Virgen Encarnación | Di tích Nhà thờ | Tobarra                 | 38°35′16″B 1°41′45″T / 38,58778°B 1,695747°T | RI-51-0004541       | 27-11-1981           | Santuario del Santísimo Cristo de la Antigua y Virgen de la Encarnación · Upload image |

### V

#### Villamalea
| Tên                                           | Dạng                 | Địa điểm                             | Tọa độ                                       | Số hồ sơ tham khảo? | Ngày nhận danh hiệu? | Hình ảnh     |
| --------------------------------------------- | -------------------- | ------------------------------------ | -------------------------------------------- | ------------------- | -------------------- | ------------ |
| Nhà hoang Purísima                            | Di tích Nơi hẻo lánh | Villamalea Plaza de la Concepción, 1 | 39°21′41″B 1°36′01″T / 39,361287°B 1,60026°T | RI-51-0007371       | 22-12-1992           | Upload image |
| Nhà thờ Parroquial Nuestra Señora Anunciación | Di tích Nhà thờ      | Villamalea Plaza de la Iglesia, 11   | 39°21′42″B 1°35′57″T / 39,361722°B 1,5993°T  | RI-51-0007372       | 22-12-1992           | Upload image |

#### Villapalacios
| Tên                   | Dạng                               | Địa điểm                  | Tọa độ                                        | Số hồ sơ tham khảo? | Ngày nhận danh hiệu? | Hình ảnh                                |
| --------------------- | ---------------------------------- | ------------------------- | --------------------------------------------- | ------------------- | -------------------- | --------------------------------------- |
| Nhà thờ San Sebastián | Di tích Kiến trúc tôn giáo Nhà thờ | Villapalacios Plaza Mayor | 38°34′29″B 2°38′06″T / 38,574708°B 2,635059°T | RI-51-0004267       | 17-02-1978           | Iglesia de San Sebastián · Upload image |

#### Villarrobledo
| Tên                              | Dạng                 | Địa điểm                             | Tọa độ                                        | Số hồ sơ tham khảo? | Ngày nhận danh hiệu? | Hình ảnh                                      |
| -------------------------------- | -------------------- | ------------------------------------ | --------------------------------------------- | ------------------- | -------------------- | --------------------------------------------- |
| Tòa thị chính Villarrobledo      | Di tích Ayuntamiento | Villarrobledo Plaza de Ramón y Cajal | 39°15′51″B 2°36′16″T / 39,264166°B 2,604442°T | RI-51-0007116       | 08-10-1991           | Edificio del Ayuntamiento · Upload image      |
| Nhà thờ San Blas (Villarrobledo) | Di tích Nhà thờ      | Villarrobledo Plaza de Ramón y Cajal | 39°15′50″B 2°36′14″T / 39,263905°B 2,603884°T | RI-51-0004244       | 04-03-1977           | Iglesia Parroquial de San Blas · Upload image |
|                                  | Di tích Cung điện    | Villarrobledo Plaza de Ramón y Cajal | 39°15′50″B 2°36′16″T / 39,263859°B 2,604335°T | RI-51-0005032       | 25-02-1972           | Plaza Vieja · Upload image                    |

### Y

#### Yeste, Albacete
| Tên                      | Dạng                     | Địa điểm | Tọa độ                                       | Số hồ sơ tham khảo? | Ngày nhận danh hiệu? | Hình ảnh     |
| ------------------------ | ------------------------ | -------- | -------------------------------------------- | ------------------- | -------------------- | ------------ |
| Hang Gitano              | Di tích Pintura rupestre | Yeste    | 38°15′02″B 2°20′00″T / 38,25064°B 2,33331°T  | RI-51-0009697       | 17-02-1997           | Upload image |
| Nhà thờ Asunción (Yeste) | Di tích Nhà thờ          | Yeste    | 38°22′01″B 2°19′05″T / 38,366875°B 2,31795°T | RI-51-0004827       | 16-03-1983           | Upload image |